# Euphiletos
Euphiletos (Εὐφίλητος) ist ein griechischer, männlicher Vorname.

## Herkunft und Bedeutung
Der Name ist altgriechischen Ursprungs und bedeutet der viel Geliebte.

## Varianten
- Latein: Euphiletus

## Bekannte Namensträger
- ein attischer Vasenmaler, siehe Euphiletos (Vasenmaler) (Mitte des 6. Jahrhunderts v. Chr.)
- Notname des attischen Euphiletos-Malers (um 520 v. Chr.)
- der Archon eponymos des Jahres 214/3 v. Chr.